# Skårup (Svendborg Kommune)
 For alternative betydninger, se Skårup. (Se også artikler, som begynder med Skårup)
Skårup er en satellitby på Sydøstfyn med 1.917 indbyggere  (2025), beliggende 29 km syd for Nyborg og 8 km øst for Svendborg. Byen hører til Svendborg Kommune og ligger i Region Syddanmark.
Skårup hører til Skårup Sogn. Skårup Kirke ligger i byen. Skårup er vokset sammen med landsbyen Øster Åby. 3 km sydøst for byen ligger det gamle landingssted Skårupøre ved Skårupøre Sund.

## Faciliteter
Skårup Skole har 404 elever, fordelt på 0.-9. klassetrin og en heldagsklasse. Øster Åby Friskole er en Grundtvig-Koldsk skole, hvis historie går tilbage til 1878. Dens klassekvotient er som udgangspunkt 22 elever i 0.-6. klasse og 24 elever i 7.-9. klasse. Friskolen rummer desuden børnehaven Tryllefløjten, der er normeret til 35 børn, og en idrætshal. Skolen har 30 ansatte.
Sydfyns Fri Fagskole er en mellemting mellem en efterskole og en højskole, hvor unge på 16-20 år kan tage et skoleår, hvor de arbejder praktisk med en række fag før deres ungdomsuddannelse. Den blev grundlagt i 1900 som Skårup Landbrugsskole. I 1935 blev den statsanerkendt som Skårup Husholdningsskole, og landbrugsskolen blev lukket. I 1980 var ordet husholdningsskole ikke længere populært, så skolen skiftede navn til Skårupskolen, hvilket ikke konfliktede med Øvelsesskolen, som var den lokale folkeskole, tilknyttet seminariet. I 2013 fik skolen det nuværende navn, som afspejler det nye sigte i retning af at forberede de unge til arbejdsmarkedet frem for hjemmene. Skolen har plads til 45 elever.
Skårup Kultur og Idrætscenter er hjemsted for Skårup Idrætsforening, der tilbyder 12 forskellige idrætsgrene. Centret rummer desuden bibliotek, ungdomsklub og lokalhistorisk arkiv.

## Historie
Skårup Statsseminarium blev oprettet i 1803 i en sidefløj til præstegården og fik egen bygning i 1836. I 1839 blev Anne Beate Walkendorffs organistskole fra 1772 knyttet til seminariet. Gymnastikhuset blev opført i 1879, musikhuset i 1889 og forstanderboligen i 1895. Seminariet fungerede indtil 2010.

### Stationsbyen
I 1899 beskrives Skårup således: "Skaarup (gml. Form Scorp, Skorp, Skorup, Schorup), ved den nye Landevej, med Kirke, Præstegd., Statsseminarium, 2 Skoler (Byskolen og Organistskolen), Fattiggaard (paa Skaarup Mark, opf. 1879, Plads for 30 Lemmer), Hospital („Klosteret"; opr. 1652 af Henning Walkendorff til Glorup og Klingstrup, med et Hus ved Kirken — den gamle Kirkelade — for 5 fattige), Andelsmejeri (Rosenkilde), Gæstgiveri, Jærnbane-, Telegraf- og Telefonstation; Øster-Aaby, ved samme Landevej;"
Skårup havde jernbanestation på Svendborg-Nyborg Banen (1897-1964). Stationsbygningen blev revet ned i slutningen af 1960'erne. I stedet blev der opført et posthus med rutebilventesal og bankfilial. Disse aktiviteter fungerer ikke længere, men på den modsatte side af stationsterrænet har SuperBrugsen vokset sig stor, og der er parkeringsplads, hvor stationsbygningen lå. To stykker af banens tracé er bevaret: ½ km mod sydvest fra Vesterled, der også er anlagt på banetracéet, og "Kærlighedsstien" på ½ km nord for Traverskiftet til nordøst for Åbyvænget.

### 1950'erne
I 1950 var indbyggernes fordeling efter næringsveje: 80 levede af landbrug m.v., 240 af håndværk og industri, 87 af handel og omsætning, 51 af transportvirksomhed, 95 af administration og liberale erhverv, 229 af aldersrente, formue, pension o.lign., 13 havde ikke oplyst indkomstkilde.
I 1960 havde Skårup kirke, præstegård, Skårup Statsseminarium med øvelsesskole, husholdningsskole, landbrugsskole, kommunekontor, bibliotek, alderdomshjem, kro, andelsmejeri, vandværk, maskinstation, møbelsnedkeri, jernbanestation, posthus og telegrafstation.

## Kendte bysbørn
- Emil Rostrup (1831-1907), botaniker, mykolog og plantepatolog. Lærer på Skårup Statsseminarium 1858-1883.
- Oluf Ring (1884-1946), komponist og korleder. Lærer på Skårup Statsseminarium fra 1930.
- Mikkel Fønsskov (1984-), redaktør hos Gyldendal, journalist og tidligere tv-vært.[10]